# Asbjörnsensällskapet

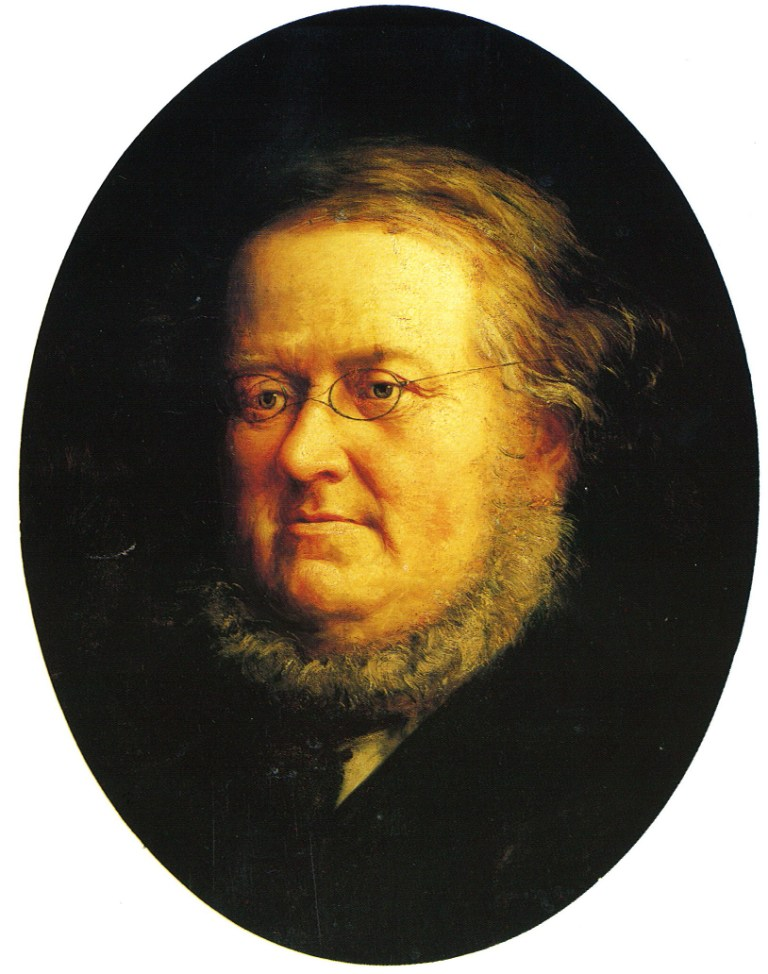
Peter Christen Asbjörnsen (1812-1885). Oljemålning av Knud Bergslien (1870).

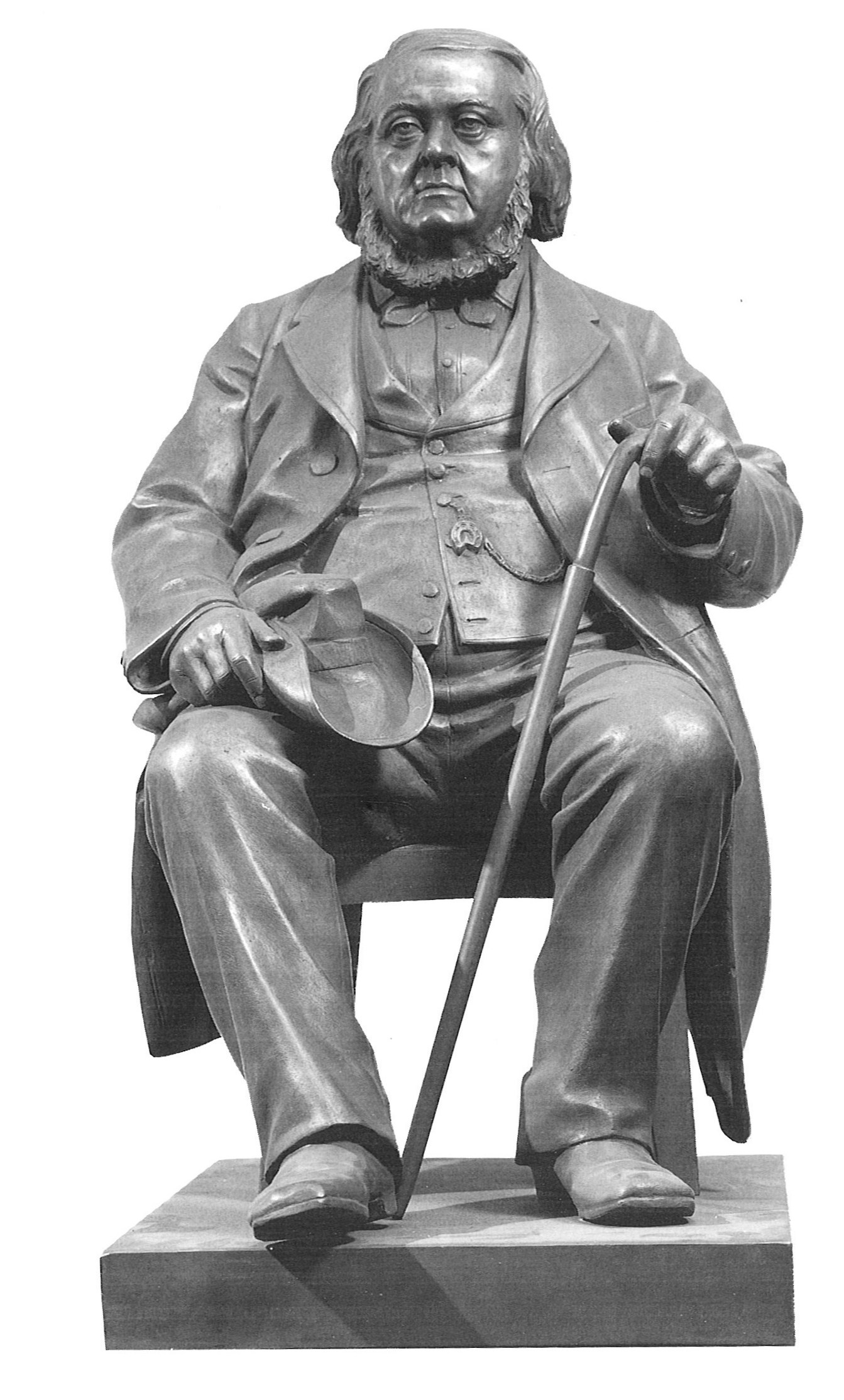
Peter Christen Asbjörnsen. Skulptur av Brynjulf Bergslien (1885).

Asbjörnsensällskapet syftar till att sprida kunskap om Peter Christen Asbjörnsens liv och arbete som folkminnesamlare, folklorist, skogvaktare, naturforskare, pedagog, författare, översättare och friluftsman (stadgan § 1). Sällskapet publicerar också årsskriftet Juletræet.
Sällskapet bildades formellt vid ett möte på Asbjørnsens födelsedag tisdag 15 januari 2008. Det inrättades en interimsstyre, och vid det första årsmötet, onsdag 23 april 2008 valdes en styrelse med Björn Ringström som ordförande. De övriga i styrelsen konstituerad sig i lag på första styrelsemöte efter det. Ringström åtog sig även ansvar för ekonomin, Erik Henning Edvardsen var vice ordförande, Tallak Moland blev webbredaktör, och Jorunn Vandvik Johnsen, Henning Östberg och Lanne Bjørn-Hansen blev ordinarie medlemmar av styrelsen. 
Inbjuden blev också initiativtagarna till Asbjörnsengjengen för att associera sig med sällskapet. Tanken är att ”gjenget” med sin särskilda eksperis står i spetsen för att organisera studiebesök och kulturella promenader längs Asbjørnsens rutter.